# Johannes Arendt
Johannes Arendt, född 6 maj 1628 i Västra Husby församling, död 19 mars 1690 i Törnevalla församling, Östergötlands län, han var en svensk präst. 

## Biografi
Johannes Arendt föddes 1628 i Västra Husby församling. Han var son till kyrkoherden Johannes Arendt. Arendt blev 19 september 1648 student vid Uppsala universitet och prästvigdes 13 februari 1655 till regementspräst vid Östgöta kavalleriregemente. Han deltog med sitt regemente i kriget i Polen. Arendt blev 1662 kyrkoherde i Törnevalla församling och 1666 kontraktsprost i Åkerbo kontrakt. Han avled 1690 i Törnevalla församling.
En gravsten efter Arendt och hast hustru finns bevarad på Törnevalla kyrkogård.

### Familj
Arendt gifte sig 1662 med rita Ask (1621–1691). Hon var dotter till kyrkoherden Laurentius Ask och Anna Bothvidsdotter i Törnevalla socken. Brita Ask hade tidigare varit gift med kyrkoherden Joannes Hovillander i Törnevalla socken. Arendt och Ask fick tillsammans barnen Margareta och Elisabeth.